# مستشفى سكيكدة الجديد

مستشفى سكيكدة الجديد. بُدأ في بنائه حوالي سنة 1997، وبدأ العمل في حوالي سنوات 2000 أو ما بعدها.
تخصص في الجراحة بجميع أنواعها الكسور وبعض العمليات الجراحية الأخرى.